# Cap Bojador
El Cap Bojador (en àrab رأس بوجادور, Rāʾs Būjādūr; en amazic ⴱⵓⵊⴷⵓⵔ, Bujdur) és un cap a la costa nord-oest del Sàhara Occidental, que a més dona nom a una Daira de la wilaya de Dakhla a la RASD. El primer navegant europeu que consta que el va poder ultrapassar fou el mariner portuguès Gil Eanes el 1434, en el seu cinquè intent, sota les ordres del príncep de Portugal, Enric el Navegant. A partir d'aquesta fita, s'obriren les portes a noves expedicions portugueses i d'altres països europeus en les rutes del sud d'Àfrica i de l'Índia. El cap va servir de referència per delimitar el protectorat espanyol de Río de Oro el 1884.